# مزيد (العين)
مِزْيَد أومَزْيَد، هي إحدى مناطق مدينة العين التابعة لإمارة أبوظبي، وتقع في أقصى الجنوب من مدينة العين، على الحدود سلطنة عمان. يبلغ عدد نفوسها أكثر من 5000 نسمة. ومن معالمها التاريخية المعروفة قلعة مزيد، وهي جزء من الحديقة الصحراوية، والتي تضم أيضًا مقبرة حفيت (الأثرية) وجبل حفيت. وتُسمى «حديقة صحراء مزيد» أو «حديقة جبل حفيت الصحراوية».